# محمدرضا دوست‌محمدی
محمدرضا دوست‌محمدی (زادهٔ ۲۸ آبان ۱۳۵۵) طراح گرافیک، تصویرگر، کارتونیست و مدرس دانشگاه ایرانی است. وی دارای مدرک کارشناسی ارتباط تصویری از دانشکدهٔ هنرهای زیبای دانشگاه تهران و نیز کارشناسی ارشد انیمیشن از دانشکده سینما و تئاتر دانشگاه هنر تهران می‌باشد و هم‌اکنون عضو هیئت علمی پردیس هنرهای زیبای دانشگاه تهران است.
دوست‌محمدی طراح جلد بیش از ۴۰۰ شماره از هفته‌نامه همشهری جوان بوده و مدیریت بخش تصویرسازی روزنامه جام جام، سردبیری مجله جدید و مدیریت هنری مجلات سروش جوان و همشهری جوان را در کارنامهٔ اجرایی خود دارد. تصویرسازی چند اثر برای برنامهٔ بزرگترین دیوارنگارهٔ ایران در میدان ولیعصر تهران، ازجمله آثار مطرح وی است.

## جوایز
- برندهٔ جایزهٔ اول ششمین دوسالانهٔ بین‌المللی کاریکاتور تهران، ۱۳۸۴[۷]
- برندهٔ جایزهٔ ویژه هشتمین دوسالانهٔ بین‌المللی کاریکاتور تهران بخش کمیک استریپ، ۱۳۸۶[۷]
- برندهٔ جایزهٔ دوم نهمین دوسالانهٔ بین‌المللی کاریکاتور تهران بخش چهره، ۱۳۸۸[۷]
- برندهٔ دو دورهٔ جایزهٔ بخش کاریکاتور جشنواره مطبوعات، ۱۳۸۲ و ۱۳۸۳[۷]
- برندهٔ سه دورهٔ جشنوارهٔ هنرهای تجسمی جوانان در رشته‌های کاریکاتور، تصویرسازی و پوستر
- برگزیدهٔ اول گرایش تصویرسازی جشنوارهٔ مطبوعات کودک و نوجوان کانون پرورش فکری کودکان و نوجوانان[۱]
- نامزد هنرمند شاخص سال انقلاب اسلامی ایران، ۱۳۹۶ و ۱۳۹۹[۸][۹]
- چهرهٔ سال هنر انقلاب در رشتهٔ تصویرسازی، ۱۴۰۱[۱۰]

## سوابق اجرایی
- مدیریت هنری مجلهٔ سروش جوان
- مدیریت هنری مجلهٔ همشهری جوان[۱۱]
- سردبیری مجلهٔ جدید
- مدیریت بخش تصویر سازی روزنامه جام جم[۱][۱۲]

## داوری
- جشنواره کاریکاتور اعتیاد، تبریز، ۱۳۸۳
- چهارمین جشنواره مطبوعات در حوزه شهری، تهران، ۱۳۸۶
- فضاسازی سوره‌های قرآن کریم (سوگند به نور)، تهران، ۱۳۸۶
- دومین آیین تجلیل از برترین‌های رسانه در حوزهٔ خودرو، تهران، ۱۳۸۷
- نخستین مسابقه گرافیتی دانشگاه هنر ومعماری دانشگاه آزاد، دانشکده هنر و معماری دانشگاه آزاد، ۱۳۸۷
- دومین جشنواره سراسری پوستر طلوع، تهران، ۱۳۸۹
- جشنواره کارتون ضد تروریست، خانه کاریکاتور، ۱۳۹۰
- سومین دوسالانه ملی پوستر طلوع، تهران، ۱۳۹۱
- جشنواره پوستر بی خویش با خدا، قم، ۱۳۹۱
- جشنواره بین‌المللی کارتون بازگشت به خانه، تهران، ۱۳۹۱
- جشنواره عکس و پوستر عاشورایی هیئت، تهران، ۱۳۹۱
- نمایشگاه هنرهای تجسمی امام و مردم، تهران، ۱۳۹۲
- دهمین دوسالانه بین‌المللی کاریکاتور تهران، تهران، ۱۳۹۲
- دومین نمایشگاه اسماء حجت، تهران، ۱۳۹۲/۰۴/۱۴
- دومین سوگواره بین‌المللی عاشورایی پوستر و عکس هیئت، تهران، ۱۳۹۲
- دوسالانه بین‌المللی کارتون کتاب ایران، تهران، ۱۳۹۳
- سومین سوگواره‌های عاشورایی عکس و پوستر هیئت، تهران، ۱۳۹۳
- دومین نمایشگاه سالانه طراحان گرافیک البرز، کرج، ۱۳۹۴
- سوگواره‌های عاشورایی عکس و پوستر، تهران، ۱۳۹۴
- یازدهمین سالانه حروف نگاری پوستر اسماء الحسنی، ۱۳۹۴
- طراحی پوستر جشنواره بین‌المللی فیلم یاس، تهران، ۱۳۹۴
- جشنواره بیداری اسلامی، تهران، ۱۳۹۴
- مسابقه پوستر جشنواره تئاتر مقاومت، تهران، ۱۳۹۴
- نهمین جشنواره ملی بهار، تهران، ۱۳۹۴
- چهارمین جشنواره هنر مقاومت، تهران، ۱۳۹۵[۱۳]

## مقالات
- علوی، آناهیتا، محمدرضا دوست محمدی و مصطفی گودرزی. «بررسی تطبیقی ژانرشناسی کمیک ایرانی با نگاهی به کمیک آمریکایی.» هنرهای زیبا- هنرهای تجسمی ۱۹، 3 (1393): ۵۴–۴۵.[۱۳]
- DoostMohammadi, Mohammadreza, and Vahid Nowroozi Bazzaz. "Evolution in the Correlation of Iranian Introverted Residential Architecture with the Surroundings Environment." Medwell journal 11, no. 18 (2016): 4489-4494.[۱۳]